# Aristolochia theriaca
Aristolochia theriaca är en piprankeväxtart som beskrevs av Carl Friedrich Philipp von Martius och Pierre Étienne Simon Duchartre. Aristolochia theriaca ingår i släktet piprankor, och familjen piprankeväxter. Inga underarter finns listade i Catalogue of Life.